# Litarachna hongkongensis
Litarachna hongkongensis is een mijtensoort uit de familie van de Pontarachnidae. De wetenschappelijke naam van de soort is voor het eerst geldig gepubliceerd in 2002 door Smit.